# 現象的意識
現象的意識（げんしょうてきいしき、英: phenomenal consciousness）は、人間の意識という言葉に関する区分のひとつで、質的な内容を持った、主観的な体験のこと。現象的意識に含まれる個々の質感のことをクオリアと言う。
現象的意識は現在の物理学の中に還元できる特性のひとつでしかない、と考える唯物論（または物理主義）的立場と、そうした還元は出来ないと考える二元論的立場の間で、その存在論的位置づけを巡って、一部で論争が行われた。

## 類義語・同義語
まず類義語、同義語について説明する。現象的意識という概念は多くの類義語・同義語を持っている。このことを知らなければ、心の哲学や脳科学関係の本を読んだときに、かなり混乱する。この概念を指す決定的な用語というのはまだ定まっておらず、大抵の研究者は「意識体験とか現象特性とかクオリアなどと呼ばれるソレについてこれから話す」といった感じでこの概念に言及する。こうした語法の混乱は、この概念がまさに研究の途上であることを意味する。以下、この節では様々な類義語・同義語について紹介していく。
よく見られるものとして、意識の現象的側面（phenomenal aspect of consciousness）、意識体験（conscious experience）、主観的経験（subjective experience）、質的経験（qualitative experience）、現象特性（phenomenal property）、とはどのようなことか（What it is like）、感じ・実感（sensation）、生の感じ（raw feel）などがある。これらの言葉は、その言葉が使用される文脈にもよるが、現象的意識とほぼ同じ、または全く同じ意味内容を持つ言葉として使用される場合が多い。
次に少しややこしい言葉として、現象学（phenomenology）というものがある。この言葉は心の哲学分野では現象的意識のことを指して使われる場合も多いが、単にフッサールの創始した哲学の一分野（記事現象学を参照のこと）のことを指している場合もある。この二つの意味の区別は文脈から容易に行なえるだろう。また経験・体験（experience）という言葉も、稀に現象的意識のことを指す言葉として使用されることがある。しかしこの言葉は日常的な意味で使用されている事の方が多い。この言葉の意味の区別は、特に説明がない限り、読み手が文脈から判断していくしかない。
更にややこしい言葉としては表象（representation）というものがある。この言葉は現象的意識とほぼ同じ意味内容を持つ言葉として使われることもあるが、思考や推論の際に変形・操作を受ける心的記号のこと、を意味する言葉として使われていることもある。このどちらの意味で表象という言葉が使用されているかは、特に説明がない限り、言葉の使用されている文脈から、読み手が逐一判断していく他ない。とはいえ表象という言葉の上の二つの意味には、互いに重なり合う部分も多いため、文章の執筆者がどちらの意味で表象という言葉を使用しているのかが判然としない場合も少なくない。
このように様々な表現が使われているが、しかし現象的意識の事を指す言葉として、現在最も頻繁に目にする言葉は
- 意識（Consiousness）

である。このことは意識関連の文献を読む読者を無駄に混乱させている面がある。
しかしこうした用法が実際に使われているため、文献を読む読者は、著者がその場面において、どういう意味で「意識」と言う言葉を使用しているのか、については、十分注意しながら読み進んでいかなければならない。その意味は記事意識内で解説されている意味のどれか一つであったり、そうした意味の複数の組み合わせであったり、または著者独自の新規の概念であったりする。こうした点を正確に判断することは時に困難でさえあるが、一つの目安として「意識は謎である」「意識の問題は難しい」などといった形で「意識」という言葉が使用されている場合、それは本項目で説明している現象的意識、またはそれに類似した概念を指していると考えておおよそ間違いない。このように複数化した意識に対して著者と読者間でズレが生じたとしても特に間違いではなく、それ自体が意識であると言える。

## 性質
主観性
現象的意識は誰かにとってのものである。例えば痛みの経験は常に誰かにとっての痛みの経験であり、誰のものでもない痛み、というようなことは考え難い。物の長さや大きさなどの属性が持つ客観的なあり方に対して、現象的意識のもつこうしたあり方のことを一般に主観性（英：subjectivity）という。
私秘性
現象的意識は外部から計器を用いて物理的に観測することができない。これに関しては、現象的な意識が存在論的に物理的なものと別枠にあるから観測できないのだ、という二元論的な考え方と、物理的な現象だが観測できるような概念ではないから観測できないのだ、という考えの二つの立場がある。何にせよ、現象的意識の外部から計測できない、という性質のことを一般に私秘性（英：privacy）という。「我々は意識メーターを持たない」という表現で言い表されることもある。
統一性
現象的意識はある範囲で統一されている。例えば飛んでくるボールを視覚で捉えたとき、動きの情報と形の情報はそれぞれ脳の別の部位で処理されているが、それでも動きと形は最終的には統合された形で提示される。つまり脳の異なる部位で、空間的・時間的に距離を隔てて物理的に処理された情報であっても、現象的意識としては継ぎ目のない単一のものとして提示されているように思われる。この性質のことを統一性（英：unity）と言う。脳梁を切断された分離脳の患者は、脳全体を単位とした統一性を欠いているのではないか、と言われている。
また、自分とは違う他人、つまり別の脳で処理されている情報は現象的意識として統一されない（つまり、誰か他の人の腹痛を感じる、ということはない）。グレッグ・ローゼンバーグはこのひとつの脳を単位としておきる現象意識の統合と、脳を隔てた場合の現象意識の分離の間のギャップを境界問題と呼び、問題として定式化した。